# 폴란드 과학 아카데미

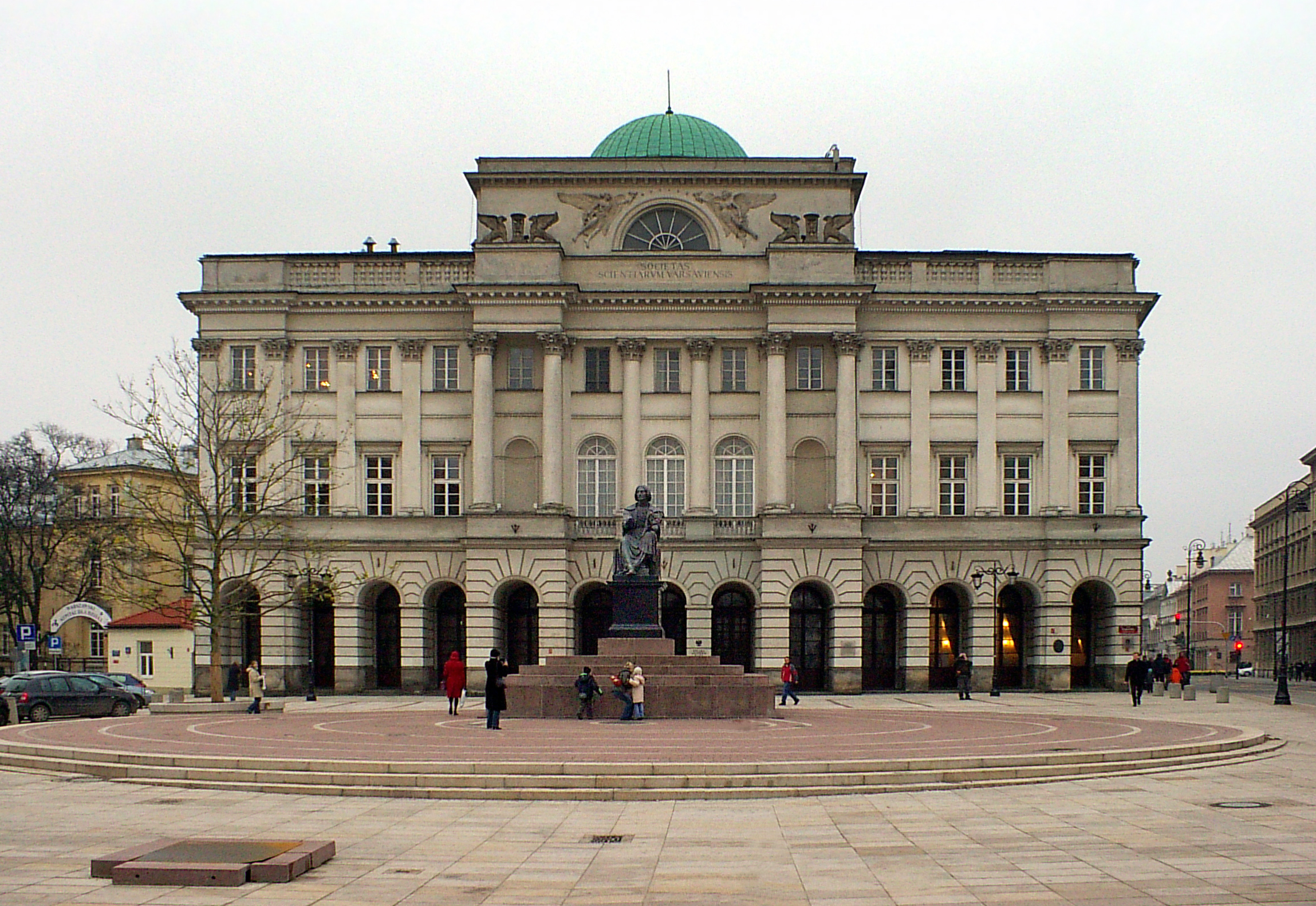
스타스지크 궁전과 니콜라우스 코페르니쿠스 기념비

폴란드 과학 아카데미(폴란드어: Polska Akademia Nauk 폴스카 아카데미아 나우크[*], PAN)는 폴란드 바르샤바에 본부를 둔 국립과학한림원이다.

## 역사
폴란드 과학 아카데미는 1952년에 여러 학회가 합병해 설립했다. 합병된 학회로는 크라코프에 본부를 둔 폴란드 학습한림원(Polska Akademia Umiejętności, PAU)이나 18세기 후반에 설립된 Towarzystwo Przyjaciół Nauk 등이 있었다.
1989년 PAU는 폴란드 과학 아카데미에서 탈퇴하고 독립적인 존재가 되었다.

## 같이 보기
- 과학 아카데미 (프랑스)
- 왕립학회